# Joji
Pour les articles homonymes, voir George Miller et Miller.
George Kusunoki Miller (ジョージ・楠木・ミラー), né le 18 septembre 1992 à Osaka (Japon), connu sous le nom de scène Joji et anciennement par les pseudonymes Filthy Frank et Pink Guy, est un chanteur, auteur-compositeur, musicien et ancien vidéaste nippo-australien.
Durant sa période d'activité sur YouTube entre 2008 et 2017, il produit principalement du contenu humoristique de type absurde. Il poste également de la musique et des vidéos critiques. Une de ses vidéos a été à l'origine du mème Harlem Shake. L'une de ses mixtapes en tant que son personnage Pink Guy, Pink Season, a atteint la 70e place du Billboard 200 et la 1re place sur iTunes.
Fin 2017, Miller se retire de sa chaîne YouTube pour se concentrer sur sa carrière musicale, sous le nom de Joji, produisant une musique plus nuancée et plus sérieuse, sortant l'EP In Tongues, qui a atteint la 58e place du Billboard 200, puis son premier album studio Ballads 1, qui atteint la première place sur le top R&B du Billboard et dans le hit-parade hip-hop en novembre 2018. La musique de Miller a été décrite comme un mélange de lo-fi, de R&B et de trip-hop.

## Biographie

### Jeunesse
George Miller naît dans la ville d'Osaka, au Japon, d'une mère japonaise et d'un père australien. Il étudie à la Canadian Academy à Kobe, de laquelle il ressort diplômé en 2012. Étant donné qu'il préfère protéger sa vie privée, peu d'informations sur sa jeunesse sont publiques. Dans une de ses vidéos, intitulée Filthy Frank Exposes Himself???, il dit étudier à Brooklyn, et informe qu'il ne souhaite pas révéler plus de données pouvant l'identifier, par peur de se voir refuser un emploi au regard de son activité sur YouTube et de la nature de ses publications.
Il souffre d'une maladie neurologique qui provoque des convulsions causées par le stress. C'est l'une des raisons qui l'ont amené à se retirer de YouTube pour consacrer davantage de temps à la musique.

### Carrière de vidéaste
George Miller commence à créer des vidéos sur la chaîne DizastaMusic. Il publie sa première vidéo, intitulée Lil Jon falls off a table, le 19 juin 2008. Son contenu consiste en des saynètes empreintes d'humour absurde. C'est sur cette chaîne que naît Filthy Frank, un personnage décrit comme l'« anti-vlogger » et qui contribue grandement à la popularité de la chaîne. En 2014, George Miller annonce l'abandon de la chaîne DizastaMusic au profit d'une nouvelle chaîne, TVFilthyFrank. La chaîne originelle avait en effet reçu trop d'avertissements relatifs aux droits d'auteur et risquait d'être entièrement supprimée. En septembre 2023, DizastaMusic compte toujours 1 million abonnés, et cumule 182 millions de vues.
Sur la chaîne TVFilthyFrank, George Miller continue à produire le même type de contenu, des sketchs s'appuyant sur l'absurde et l'offensant, employant souvent des insultes racistes, un langage cru et des références obscènes. Il diversifie toutefois son activité en créant de nouveaux concepts, tels que les émissions Food (和食ラップ), Japanese 101, Wild Games et Loser Reads Hater Comments. Il réalise parfois des vidéos en collaboration avec d'autres vidéastes, parmi lesquels iDubbbzTV, MaxMoeFoe et Anything4Views. TVFilthyFrank est classée 457e chaîne YouTube en nombre d'abonnés (7.88 millions en 2023) et cumule plus de 1.2 milliard de vues.
En juillet 2014, George Miller ouvre une nouvelle chaîne, TooDamnFilthy, qui compte 2.34 million d'abonnés et 358 millions de vues en septembre 2023.
Il met officiellement fin à sa carrière de vidéaste le 29 décembre 2017.

## Musique
George Miller est passionné de musique, et avait commencé à composer bien avant son arrivée sur YouTube. Il prévoyait d'ailleurs d'utiliser sa chaîne pour promouvoir ses créations musicales. Dans une interview avec le site Pigeons and Planes, Joji déclare : « J'ai toujours voulu faire de la simple musique. J'ai juste créé la chaîne YouTube pour lui donner un élan. Mais après les trucs avec Filthy Frank et Pink Guy sont devenus beaucoup plus gros que ce que j'imaginais, et j'ai dû, d'une certaine façon, faire avec ».

### Pink Guy (2014-2017)
Sous l'identité de Pink Guy, rappeur habillé en lycra rose, George Miller a produit deux mixtapes et un EP : Pink Guy, Pink Season et Pink Season: The Prophecy.

### Joji (depuis 2017)
Parallèlement à son rap humoristique, George Miller compose aussi de la musique plus sérieuse et traditionnelle, sous le pseudonyme Joji. Sous cet alias, il cumule plus de 30 millions d'écoutes sur SoundCloud. Il a dit vouloir produire un album complet, intitulé Chloe Burbank: Volume 1. En janvier 2016, il publie deux singles de cet album, Thom et You Suck Charlie. Un autre single, I don't wanna waste my time, sort en avril 2017 sous le label 88rising. Il sort également un autre single le 17 octobre 2017 nommé Will He sous le label EMPIRE.
Un album complet intitulé In Tongues (en) est sorti le 3 novembre 2017 sous le label EMPIRE.
Dans le futur, George Miller prévoit une tournée « longtemps attendue », ainsi qu'un second EP de Joji en février 2018.
Il sortira son réel premier album en tant que Joji le 26 octobre 2018, album sobrement intitulé Ballads 1. À la suite de la publication sur YouTube de clips tels que Yeah Right et Slow Dancing in the Dark, Joji réussira à « faire oublier » l'image parodique et humoristique qu'était Filthy Frank ou Pink Guy, permettant à George Miller d'être « enfin » considéré comme un réel artiste. Considération atteinte aussi grâce à une réelle présence de featurings sur cet album, notamment avec Clams Casino (Can't Get Over You), Shlohmo (Why Am I Still in L.A.) ou le rappeur américain Trippie Redd (R.I.P.). L'album est produit avec les labels 88rising (en) et 12 Tone Music, et se classe à la 1re place du classement Billboard R&B aux États-Unis.
Il apparait en juillet 2019 en featuring sur l'album Sailor du rappeur indonesien Rich Brian sur le titre Where Does the Time go. Le 30 janvier 2020, Miller annonce un autre single, Run, qui sort a minuit le 6 fevrier avec un clip plus tard la même journéeLe 16 avril 2020, George Miller sort le nouveau single Gimme Love sous son nom d'artiste (Joji), il annonce par la même occasion la sortie de son prochain album intitulé Nectar sorti le 25 septembre 2020.
Le 9 juin 2022, Joji sort un nouveau single intitulé Glimpse of Us, single qui attendra la huitieme place au Billboard hot 100. Le 26 aout, il sort un second single appelé Yukon (interlude). Le 4 novembre, Joji sorti son album Smithereens avec le single Die For You, il est depuis septembre 2022 en tournée pour promouvoir l'album.

## Discographie

### Joji

#### Albums studio
| Titre            | Détails | Meilleur classement | Meilleur classement | Meilleur classement | Meilleur classement | Meilleur classement | Meilleur classement | Meilleur classement | Meilleur classement | Meilleur classement | Meilleur classement | Certifications             |
| Titre            | Détails | AUS                 | BEL (FL)            | CAN                 | É-U                 | IRL                 | NOR                 | N-Z                 | P-B                 | R-U                 | SUE                 | Certifications             |
| ---------------- | --- | ------------------- | ------------------- | ------------------- | ------------------- | ------------------- | ------------------- | ------------------- | ------------------- | ------------------- | ------------------- | -------------------------- |
| Ballads 1 (en)   | - Sortie : 26 octobre 2018 - Label : 88rising, 12Tone Music - Formats : CD, vinyle, téléchargement, streaming             | 17                  | 81                  | 7                   | 3                   | 37                  | 4                   | 10                  | 44                  | 26                  | 47                  | - RIAA : Or - BPI : Argent |
| Nectar (en)      | - Sortie : 25 septembre 2020 - Label : 88rising, 12Tone Music - Formats : CD, vinyle, cassette, téléchargement, streaming | 1                   | 22                  | 4                   | 3                   | 11                  | 9                   | 2                   | 21                  | 6                   | 17                  |                            |
| Smithereens (en) | - Sortie : 4 novembre 2022 - Label : 88rising, Warner - Formats : CD, vinyle, cassette, téléchargement, streaming         | 3                   | 27                  | 3                   | 5                   | 15                  | 4                   | 3                   | 23                  | 13                  | 11                  |                            |

#### EP
| Titre           | Détails                                                                                  | Meilleur classement | Meilleur classement | Meilleur classement | Meilleur classement |
| Titre           | Détails                                                                                  | CAN                 | É-U                 | É-U R&B/HH          | N-Z                 |
| --------------- | ---------------------------------------------------------------------------------------- | ------------------- | ------------------- | ------------------- | ------------------- |
| In Tongues (en) | - Sortie : 3 novembre 2017 - Label : 88rising, Empire - Formats : vinyle, téléchargement | 62                  | 58                  | 28                  | 38                  |

#### Singles

##### En tant qu'artiste principal
| Titre                                                                            | Année | Meilleur classement | Meilleur classement | Meilleur classement | Meilleur classement | Meilleur classement | Meilleur classement | Meilleur classement | Meilleur classement | Meilleur classement | Meilleur classement | Certifications                                       | Album                 |  |
| Titre                                                                            | Année | AUS                 | CAN                 | IRL                 | NZ                  | NZ Hot              | POR                 | R-U                 | É-U                 | É-U R&B /HH         | É-U R&B             | Certifications                                       | Album                 |  |
| -------------------------------------------------------------------------------- | ----- | ------------------- | ------------------- | ------------------- | ------------------- | ------------------- | ------------------- | ------------------- | ------------------- | ------------------- | ------------------- | ---------------------------------------------------- | --------------------- |  |
| Will He                                                                          | 2017  | —                   | —                   | —                   | —                   | —                   | —                   | —                   | —                   | —                   | —                   | - RIAA : Platine                                     | In Tongues            |  |
| 18 (avec Kris Wu, Rich Brian, Trippie Redd et Baauer)                            | 2018  | —                   | —                   | —                   | —                   | —                   | —                   | —                   | —                   | —                   | —                   |                                                      | single uniquement     |  |
| Yeah Right (en)                                                                  | 2018  | —                   | —                   | —                   | —                   | 38                  | —                   | —                   | —                   | —                   | 21                  | - RIAA : Platine                                     | Ballads 1             |  |
| Peach Jam (avec 88rising et BlocBoy JB)                                          | 2018  | —                   | —                   | —                   | —                   | —                   | —                   | —                   | —                   | —                   | —                   |                                                      | Head in the Clouds    |  |
| Slow Dancing in the Dark (en)                                                    | 2018  | —                   | 52                  | —                   | —                   | 4                   | —                   | —                   | 69                  | 39                  | 7                   | - ARIA : Platine - BPI : Argent - RIAA : 2 × Platine | Ballads 1             |  |
| Can't Get Over You (featuring Clams Casino)                                      | 2018  | —                   | —                   | —                   | —                   | 29                  | —                   | —                   | —                   | —                   | —                   | - RIAA : Or                                          | Ballads 1             |  |
| Test Drive                                                                       | 2018  | —                   | —                   | —                   | —                   | 30                  | —                   | —                   | —                   | —                   | 19                  | - RIAA : Or                                          | Ballads 1             |  |
| Sanctuary (en)                                                                   | 2019  | 42                  | 58                  | 61                  | 32                  | 5                   | —                   | 63                  | 80                  | 32                  | 7                   | - ARIA : Or - RIAA : Or                              | Nectar                |  |
| Breathe (avec 88rising et Don Krez)                                              | 2019  | —                   | —                   | —                   | —                   | —                   | —                   | —                   | —                   | —                   | —                   |                                                      | Head in the Clouds II |  |
| Run (en)                                                                         | 2020  | 39                  | 57                  | 47                  | —                   | 4                   | 76                  | 46                  | 68                  | —                   | —                   | - RIAA : Or                                          | Nectar                |  |
| Gimme Love (en)                                                                  | 2020  | 68                  | 82                  | 90                  | —                   | 4                   | 172                 | 86                  | —                   | —                   | —                   | - RIAA : Or                                          | Nectar                |  |
| Daylight (avec Diplo)                                                            | 2020  | —                   | —                   | —                   | —                   | 8                   | —                   | —                   | —                   | —                   | —                   |                                                      | Nectar                |  |
| Your Man                                                                         | 2020  | 85                  | 83                  | 73                  | —                   | 6                   | —                   | —                   | —                   | —                   | —                   |                                                      | Nectar                |  |
| Glimpse of Us                                                                    | 2022  | —                   | —                   | —                   | —                   | —                   | —                   | —                   | —                   | —                   | —                   |                                                      |                       |  |
| « — » indique que le single n'est pas sorti ou ne s'est pas classé dans le pays. |       |                     |                     |                     |                     |                     |                     |                     |                     |                     |                     |                                                      |                       |  |

##### En tant qu'artiste vedette
| Titre                                                                                      | Année | Meilleur classement | Certifications | Album              |
| Titre                                                                                      | Année | É-U R&B             | Certifications | Album              |
| ------------------------------------------------------------------------------------------ | ----- | ------------------- | -------------- | ------------------ |
| Besidju (Shamana featuring Joji)                                                           | 2016  | —                   |                | Singles hors album |
| Nomadic (Higher Brothers featuring Joji)                                                   | 2017  | —                   |                | Singles hors album |
| FeelTheRage (Lil Gnar featuring Night Lovell et Joji)                                      | 2018  | —                   |                | Singles hors album |
| Midsummer Madness (en) (88rising featuring Joji, Rich Brian, Higher Brothers et AUGUST 08) | 2018  | 23                  | - RIAA : Or    | Head in the Clouds |
| Think About U (Ryan Hemsworth featuring Joji)                                              | 2018  | —                   |                | Elsewhere          |
| Gates to the Sun (SahBabii featuring Joji)                                                 | 2020  | —                   |                | Single hors album  |
| "—" denotes items which were not released in that country or failed to chart.              |       |                     |                |                    |

### Pink Guy

#### Album studio
| Titre       | Détails                                                                    | Meilleurs classements | Meilleurs classements | Meilleurs classements |
| Titre       | Détails                                                                    | É-U                   | É-U R&B               | É-U Rap               |
| ----------- | -------------------------------------------------------------------------- | --------------------- | --------------------- | --------------------- |
| Pink Season | - Sortie : 4 janvier 2017 - Label : auto-édition - Format : téléchargement | 70                    | 9                     | 6                     |

#### EP
| Titre                     | Détails                                                             | Meilleur classement |
| Titre                     | Détails                                                             | É-U Comedy          |
| ------------------------- | ------------------------------------------------------------------- | ------------------- |
| Pink Season: The Prophecy | - Sortie : 24 mai 2017 - Label : 88rising - Format : téléchargement | 2                   |

#### Mixtape
| Titre    | Détails                                                                         |
| -------- | ------------------------------------------------------------------------------- |
| Pink Guy | - Sortie : 23 mai 2014 - Label : auto-édition - Format : téléchargement gratuit |